# Paraptera danbyi
Paraptera danbyi är en fjärilsart som beskrevs av George Duryea Hulst 1896. Paraptera danbyi ingår i släktet Paraptera och familjen mätare. Inga underarter finns listade i Catalogue of Life.